# Мертвяюшка
Мертвяюшка — река в России, протекает в Ловозерском районе Мурманской области. Длина реки составляет 17 км, площадь водосборного бассейна 84,9 км².
Начинается в заболоченной тундре между рекой Поперечная и верховьями Качковки. Течёт в восточном направлении. В низовьях порожиста. Устье реки находится в 19 км по левому берегу реки Травяная.

## Данные водного реестра
По данным государственного водного реестра России относится к Баренцево-Беломорскому бассейновому округу, водохозяйственный участок реки — реки бассейна Белого моря от западной границы бассейна реки Иоканга (мыс Святой Нос) до восточной границы бассейна реки Нива, без реки Поной. Речной бассейн реки — бассейны рек Кольского полуострова и Карелии, впадает в Белое море.
Код объекта в государственном водном реестре — 02020000212101000005604.